# 遠坂文雍
遠坂 文雍（とおさか ぶんよう、天明3年（1783年） - 嘉永5年7月20日（1852年9月3日））は江戸時代後期の南画家。
名は文應、字は文雍・穆夫。号は雪堂・十友園など。通称を庄司。江戸の生まれ。

## 略伝

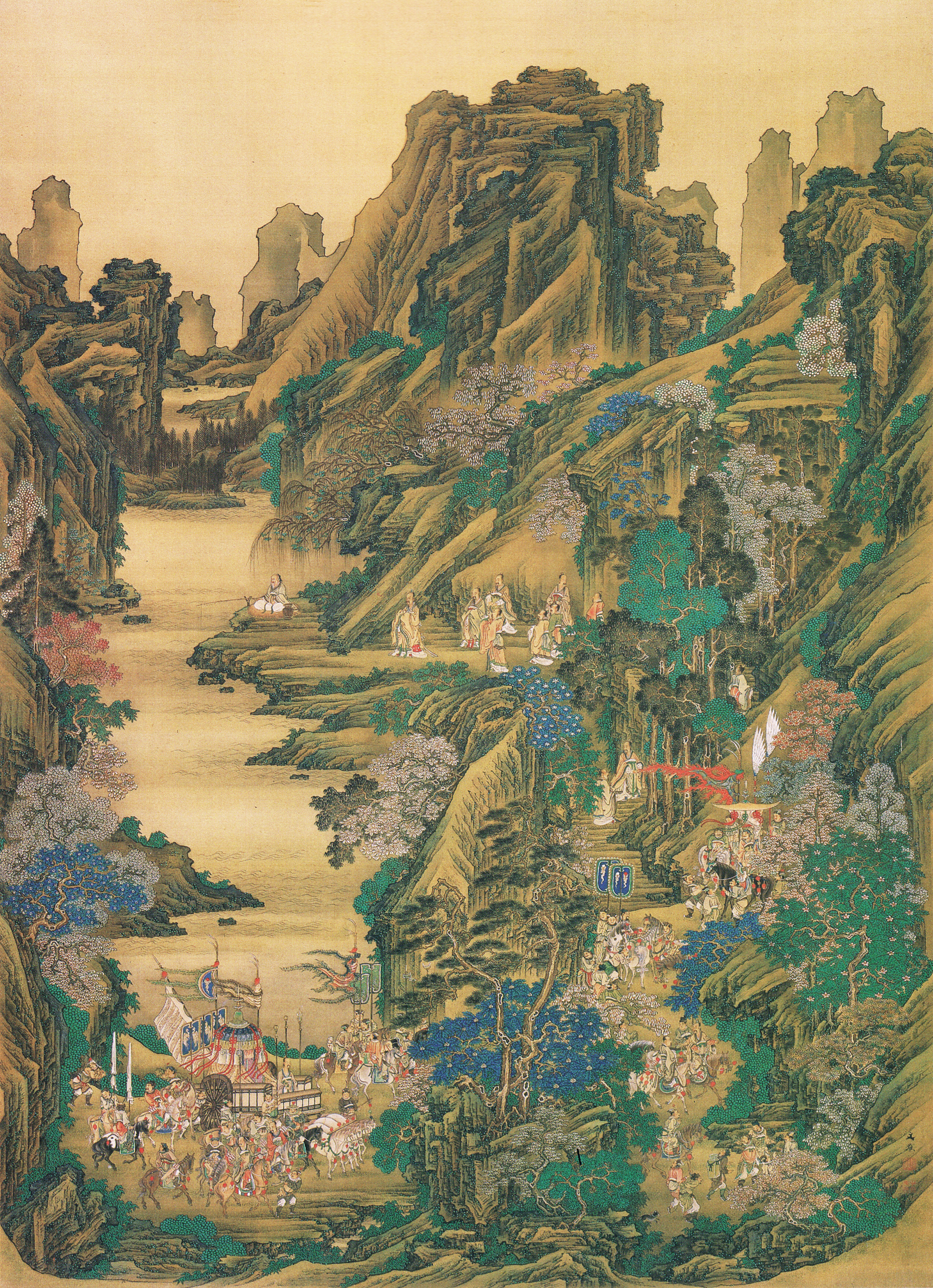
文王猟渭陽図 嘉永3年（1850年） 静嘉堂文庫美術館

谷文晁門下。小日向台町に住む。田安徳川家に仕えた。
行年70歳。駒込吉祥寺境内稀蔵庵に埋葬される。
次男・仲雍（字：蠖夫、号：逸斎、通称：丹二郎、天保の頃活躍）、孫の文岱（名：則男もしくは正雄、別号：五清堂・十友園、通称：松次郎、明治6年7月2日死没）と三代続けて画家になる。

## 門弟
- 吉沢雪庵（名：文行、号：小造化廬、明治22年（1889年）没、高橋由一が一時師事、山水図・花鳥図を得意とする）
- 榊原長敏（名：清記、号：文翠、文政6年（1823年）生 - 明治42年（1909年）没、京都生・幕臣、大和絵を得意とする）

## 作品
- 「蝴蝶牡丹の図」絹本著色 天保9年以前 福井市立郷土歴史博物館（春嶽公記念文庫）[2]
- 「滕王閣図」天保10年（1839年）徳川美術館
- 「水禽図」板橋区立美術館
- 「文王猟渭陽図」江戸民間書画美術館 渥美コレクション
- 「孔子・鶴亀山水図」嘉永3年（1850年）静嘉堂文庫美術館
- 「富士越之龍図」
- 「谷文晁肖像図」弘化4年（1847年）

### 挿画
- 噺本 三笑亭可楽作『十二支紫』天保3年刊